# Cornelio Saavedra
Cornelio Judas Tadeo de Saavedra, argentinski general in politik, * 15. september 1760, Otuyo, † 29. marec 1829, Buenos Aires.
Saavedra je bil eden ključnih oseb majske revolucije leta 1810, prvemu koraku argentinske neodvisnosti od Španije. Po uspeli revoluciji je postal predsednik prve hunte (Primera Junta) in nato še velike hunte (Junta Grande); položaj predsednika je zasedal med 25. majem 1810 in 1811. Pozneje je zapustil pomožaj in postal poveljnik Armade severa. Njegov odhod je povzročil tudi notranji udar znotraj revolucionarjev, ki so zamenjali junto s prvim triumviratom; slednji je odstavil Saavedra in nanj razpisal nalog za aretacijo. Saavedra je vse do leta 1815 ostal v izgnanstvu, nakar pa so ovrgli vse obtožbe proti njemu.